# Ferdinand Foltin

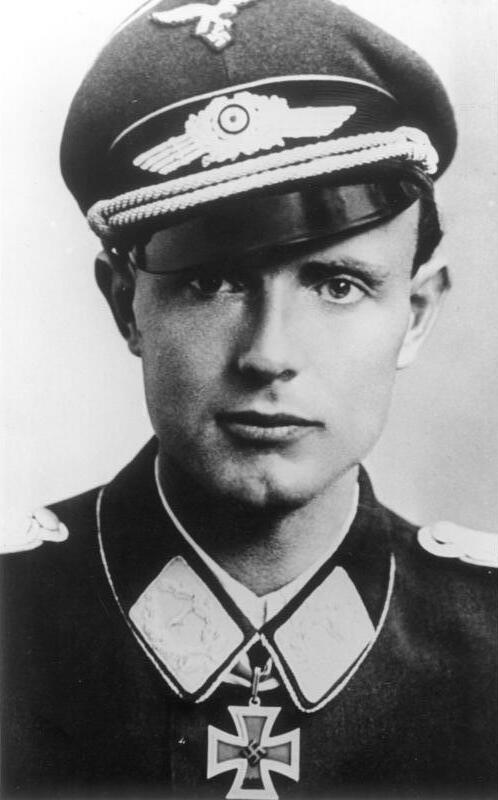
Ferdinand Foltin

Ferdinand Foltin (* 30. November 1916 in Wien; † 18. Mai 2007 in Linz) war ein Offizier der Deutschen Wehrmacht und des Österreichischen Bundesheeres, zuletzt im Range eines Divisionärs/Generalmajors i. R. Zudem wurde ihm das Ritterkreuz des Eisernen Kreuzes verliehen.

## Leben
1936 trat er dem Bundesheer bei.
Während des Zweiten Weltkrieges war Foltin als Offizier der Fallschirmjäger eingesetzt und kämpfte in Leningrad, auf Kreta, am Monte Cassino und in Italien und im Reichswald. Am 9. Juni 1944 wurde er im Range eines Hauptmanns und in der Dienststellung als Kommandeur der 2. Kompanie des Fallschirmjäger-Regiment 3 für die geschickte taktische Führung seiner Kampfgruppe während der 2. Schlacht am Monte Cassino mit dem Ritterkreuz des Eisernen Kreuzes ausgezeichnet. Zudem wurden ihm während des Krieges das Fallschirmschützenabzeichen der Luftwaffe, das Erdkampfabzeichen der Luftwaffe, das Verwundetenabzeichen in Schwarz, das Ärmelband Kreta und am 1. Juli 1941 beide Klassen des Eisernen Kreuzes verliehen.
Zu Ende des Krieges hatte er den Rang eines Majors erreicht, wurde jedoch nur im Rang eines Rittmeisters in das Österreichische Bundesheer übernommen. Als solcher war er Lehrgangskommandant des „Jahrgangs A“, dem ersten Offiziersanwärterjahrgang des Österreichischen Bundesheeres.
1960 war er im Range eines Oberstleutnants als Kommandant des österreichischen Sanitätskontingents im Kongo, dem ersten österreichischen UNO-Kontingent, eingesetzt. Als solcher war er, nachdem das Kontingent von kongolesischen Bewaffneten gefangen genommen worden war, dafür zuständig, mit den Geiselnehmern zu verhandeln. Nachdem dies erfolglos geblieben war, wurde das erste Mal in der Geschichte der UNO (nigerianischen) UNO-Truppen (unter der Führung englischer Offiziere) der Auftrag erteilt, kämpfend Geiseln zu befreien, wobei ein nigerianischer Soldat starb und drei nigerianische Soldaten schwer verletzt wurden. Nach der Befreiung wurde Obstlt. Foltin zur Berichterstattung nach Wien zurückbeordert und erstattete am 21. Dezember 1960 dem damaligen BM für LV, Ferdinand Graf, auch entsprechend Meldung.
1967 bis 1968 war er im Range eines ObstdG Kommandant der 4. Panzergrenadierbrigade. Von 1969 bis 1973 war er im Range eines Brigadiers Militärattaché an der Österreichischen Botschaft in Washington und als solcher seit 1971 auch für Kanada mitakkreditiert. 1976 bis 1981 war er, ebenfalls im Range eines Brigadiers, Militärattaché an der Österreichischen Botschaft in Prag und als solcher auch für die DDR mitakkreditiert.
Später wurde er noch zum Divisionär befördert.

## Trivia
2018 erhielt die Höhle, in welcher Foltin während der 2. Schlacht am Monte Cassino seine Truppen kommandierte, erneut Aufmerksamkeit, als dort im Beisein von GenLt a. D. Hans-Werner Fritz, dem Präsidenten des Bundes Deutscher Fallschirmjäger, eine Gedenktafel enthüllt werden sollte.